# Зашижемье (Марий Эл)
Зашиже́мье — село в Сернурском районе республики Марий Эл Российской Федерации. Входит в состав и является административным центром Зашижемского сельского поселения.
Численность населения — 467 чел. (2010 год).

## География
Располагается у истока реки Орья, в 18 км на восток от административного центра Сернурского района — пгт Сернур.

## История
Основано в 1830-е годы переселенцем из деревни Верхнее Зашижемье.
В 1870—1873 годах построена деревянная церковь Рождества Пресвятой Богородицы. Строительство каменного храма началось в 1909 году, но не было завершено. В 1939 году церковь была закрыта.
До 1925 года входило в состав Косолаповской волости Уржумского уезда Вятской губернии, в 1935—1959 годах — Косолаповского района, с 1959 года в составе Сернурского района.
В 1931 году создан колхоз «Строитель», в 1951 году вошло в состав укрупнённого колхоза имени Сталина, с 1960 года — в состав совхоза «Кугушенский», с 1968 года — совхоза «Россия».

## Население
| 2002 | 2010 |
| ---- | ---- |
| 429  | ↗467 |

## Современное положение
В Зашижемье располагается администрация сельского поселения. Действует Зашижемская средняя общеобразовательная школа, детский сад «Колосок», культурно-досуговый центр, библиотека, фельдшерско-акушерский пункт, отделение почтовой связи, пожарная часть, магазины.
Вблизи располагается Лиственничная роща — памятник природы республиканского значения, посадки лиственницы сибирской 1905 года площадью 3 га.
С 1990 года в селе около дома культуры установлен обелиск воинам, погибшим в годы Великой Отечественной войны. Памятник выполнен из силикатного кирпича с двумя постаментами, на одном — фигура воина-освободителя с автоматом в руке, на другом — фигура женщины с младенцем.